# قرار مجلس الأمن التابع للأمم المتحدة رقم 997
قرار مجلس الأمن التابع للأمم المتحدة رقم 997، المتخذ بالإجماع في 9 حزيران / يونيو 1995، بعد إعادة تأكيد جميع القرارات المتعلقة بالحالة في رواندا، ولا سيما القرارات 872 (1993)، 912 (1994)، 918 (1994)، 925 (1994)، 955 (1994) و965 (1994)، مدد المجلس ولاية بعثة الأمم المتحدة لتقديم المساعدة إلى رواندا حتى 8 كانون الأول / ديسمبر 1995 وعدّل عملياتها من حفظ السلام إلى بناء الثقة.
والمصالحة الوطنية في رواندا مهمة للمجلس. ووردت أنباء عن قيام أعضاء من النظام السابق في رواندا بتوغلات متزايدة في البلاد والتخطيط العسكري، وفي هذا الصدد تم حث اتخاذ تدابير لمنع المواطنين الروانديين في البلدان الأخرى من عدم القيام بأنشطة تهدف إلى زعزعة استقرار رواندا. وهناك حاجة إلى مزيد من الدعم الدولي لعملية إعادة التأهيل والمصالحة. في غضون ذلك، اعتزم الأمين العام بطرس بطرس غالي عقد مؤتمر حول المسائل المتعلقة بمشكلة اللاجئين في منطقة البحيرات الكبرى.
بعد تمديد ولاية بعثة الأمم المتحدة لتقديم المساعدة إلى رواندا، تم تقليص حجمها إلى 2330 جنديًا في غضون ثلاثة أشهر و1800 جندي في غضون أربعة أشهر، على الرغم من استمرار عدد المراقبين العسكريين وأفراد الشرطة. تم تكييف ولاية بعثة الأمم المتحدة لتقديم المساعدة إلى رواندا من أجل:
(أ) المساعدة في تحقيق المصالحة الوطنية؛
(ب) تسهيل عودة اللاجئين والمشردين؛
(ج) دعم المساعدة الإنسانية وإزالة الألغام؛
(د) المساعدة في تدريب قوة الشرطة الوطنية؛
(هـ) حماية وكالات الأمم المتحدة والمنظمات الإنسانية والمحكمة الجنائية الدولية لرواندا.
تم حث الدول المجاورة لرواندا على معالجة ومنع العوامل التي تزعزع استقرار رواندا، بما في ذلك نقل الأسلحة والعتاد إلى البلاد من أراضيها. وطُلب من الأمين العام التشاور مع دول الجوار بشأن نشر مراقبين عسكريين في المناطق الحدودية، بما في ذلك المطارات في شرق زائير، لمراقبة نقل الأسلحة والعتاد.
وأخيراً، تم حث جميع البلدان والجهات المانحة على تقديم المساعدة لرواندا تمشيا مع التزاماتها، وطُلب من الأمين العام تقديم تقارير عن الحالة الإنسانية إلى المجلس بحلول 9 آب / أغسطس 1995 و9 تشرين الأول / أكتوبر 1995.

## روابط خارجية
- نص القرار في undocs.org